# Aeletes orioli
Aeletes orioli är en skalbaggsart som beskrevs av Yélamos 1998. Aeletes orioli ingår i släktet Aeletes och familjen stumpbaggar. Inga underarter finns listade i Catalogue of Life.